# 小島樂園
《小島樂園》（英語：Mike, Lu & Og）是一部美國動畫，由KINOFILM Animation公司製作，並在卡通頻道播映。

## 劇情
住在都市的女孩小麥(Mike)在交換學生中偶然被送到了太平洋上的一座小島，而故事就在這座小島上發生......

## 主要角色

由前至後依序為Mike、Lu、Og

- Mike（台灣配音：馮友薇）

主角，台譯「小麥」，是住在紐約曼哈頓島的女孩，在交換學生中被送到了太平洋上的一座小島。
- Lu（台灣配音：許淑嬪）

台譯「露露」，島上的公主。
- Og（台灣配音：何志威）

台譯「阿格」，島上居民兼小發明家，還能與動物溝通。

## 外部連結
- Big Cartoon Database episode guide (Page 1)[永久]
- Kinofilm Studios
- 互联网电影数据库（IMDb）上《小島樂園》的资料（英文）